# Charinus elegans
Espèce
Synonymes
- Charinus australianus elegans Weygoldt, 2006

Charinus elegans est une espèce d'amblypyges de la famille des Charinidae.

## Distribution
Cette espèce est endémique de Nouvelle-Calédonie. Elle se rencontre à Poya dans les grottes d'Adio.

## Description
La carapace du mâle décrit par Miranda, Giupponi, Prendini et Scharff en 2021 mesure 3,20 mm de long sur 4,40 mm et celle de la femelle 4,19 mm de long sur 5,94 mm.

## Systématique et taxinomie
Cette espèce a été décrite sous le protonyme Charinus australianus elegans par Weygoldt en 2006. Elle est élevée au rang d'espèce par Miranda, Giupponi, Prendini et Scharff en 2021.

## Publication originale
- Weygoldt, 2006 : « New Caledonian whip spiders: Notes on Charinus australianus, Charinus neocaledonicus and other south-western Pacific species of the Charinus australianus species group (Chelicerata, Amblypygi, Charinidae). » Verhandlungen des Naturwissenschaftlichen Vereins in Hamburg, vol. 42, p. 5–37.